# Елизабет Гилис
Елизабет Еган Гилис (енгл. Elizabeth Egan Gillies; Хаворт, 26. јул 1993) америчка је глумица и певачица. Гилис је на Бродвеју дебитовала са 15 година у мјузиклу 13, играјући лик Луси. Први пут се појавила на телевизији у серији Црни Донелијеви (2007), касније играјући Џејд Вест у серији Викторијус (2010–2013) Nickelodeon-a. Од 2011. до 2014. године, позајмљивала је глас Дафни у серији Винкс Nickelodeon-а, и играла је главну улогу у хумористичкој серији Секс, дрога и рокенрол (2015–2016) FX-а. Од 2017. године, Гилис игра као милијардерска наследница и директорка енергетике, Фалон Карингтон, у серији Династија The CW-а, рибуту истоимене серије из 1980-их.
Гилис је дебитовала као певачица 2011. у серији Викторијус са песмом „Give It Up”, певајући заједно са Аријаном Гранде. Издала је друге песме док је била у серији, као што су „You Don't Know Me” и „Take a Hint”, певајући заједно са Викторијом Џастис, обе песме су део саундтрека серије.

## Приватни живот
Дана 8. августа 2020. године, Гилис се удала за музичког продуцента, Мајкла Коркорана, на приватној церемонији у Њу Џерсију. Живе у Атланти.

## Филмографија

### Филм
| Година | Српски наслов                             | Оригинални наслов                | Улога            | Напомене                                 |
| ------ | ----------------------------------------- | -------------------------------- | ---------------- | ---------------------------------------- |
| 2008.  | Харолд                                    |                                  | Евелин Тејлор    |                                          |
| 2008.  | Н/Д                                       |                                  | Шелби Векслер    | филм                                     |
| 2011.  | Н/Д                                       | The Death and Return of Superman | искорењивач људи | кратки филм                              |
| 2012.  | Магија Винкс: Тајна изгубљеног краљевства |                                  | Дафни            | гласовна улога (енглеска синхронизација) |
| 2014.  | Н/Д                                       |                                  | Менди            |                                          |
| 2015.  | Одмор                                     | Vacation                         | Хедер            |                                          |
| 2018.  | Н/Д                                       |                                  | Келси            | [ 5 ]                                    |
| 2022.  | Н/Д                                       |                                  | Жена-мачка       | гласовна улога                           |

### Телевизија
| Година     | Српски наслов           | Оригинални наслов          | Улога                                      | Напомене                                             |
| ---------- | ----------------------- | -------------------------- | ------------------------------------------ | ---------------------------------------------------- |
| 2007.      | Црни Донелијеви         | The Black Donnellys        | млада Џени                                 | 3 епизоде                                            |
| 2009.      | Н/Д                     | The Battery's Down         | гост батм ицве                             | епизода: „Лоше лоше вести”                           |
| 2010–2013. | Викторијус              |                            | Џејд Вест                                  | главна улога                                         |
| 2011.      | Ај Карли                |                            | Џејд Вест                                  | кросовер специјал: „Ајжурка са Викторијус”           |
| 2011.      | Биг тајм раш            |                            | Хедер Фокс                                 | епизода: „Биг тајм тајна”                            |
| 2011–2014. | Винкс                   |                            | Дафни                                      | гласовна улога; 24 епизоде                           |
| 2012.      | Криминалци у оделима    |                            | Клои Вудс                                  | епизода: „Прича са Апер Вест Сајда”                  |
| 2013.      | Бивши                   |                            | Трејси Купер                               | епизода: „Увод у пољубац”                            |
| 2014.      | Сем и Кет               |                            | Џејд Вест                                  | епизода: #СкокУбицеТуне: #Фреди #Џејд #Роби”         |
| 2014.      | Н/Д                     |                            | Кали Рос                                   | телевизијски филм                                    |
| 2015–2016. | Секс, дрога и рокенрол  |                            | Џиџи                                       | главна улога                                         |
| 2015.      | Пингвини са Мадагаскара | The Penguins of Madagascar | певачица                                   | гласовна улога; епизода: „Пингвин који ме је волео”  |
| 2015.      | Амерички тата           |                            | Лина Хорн                                  | гласовна улога; епизода: „Звезда је поново рођена”   |
| 2017–2022  | Династија               |                            | Фалон Карингтон / Алексис Карингтон (2019) | главна улога                                         |
| 2018.      | Н/Д                     |                            | Сан Бејби, Мари „Слим” Браунинг            | гласовна улога; епизода: „Дај ми то чоколадно млеко” |
| 2019.      | Добродошли у Вејн       |                            | Парана Сајкамор                            | гласовна улога; 1. сезона                            |
| 2020.      | Н/Д                     |                            | себе                                       | телевизијски специјал                                |

### Музички видеи
| Година | Наслов | Извођач                       |
| ------ | ------ | ----------------------------- |
| 2010.  | „”     | Викторија Џастис              |
| 2011.  | „”     | Викторија Џастис              |
| 2011.  | „”     | Викторија Џастис              |
| 2011.  | „”     | Викторија Џастис и она        |
| 2011.  | „”     | Мики Делеаса                  |
| 2012.  | „”     |                               |
| 2012.  | „”     | Викторија Џастис              |
| 2012.  | „”     | она                           |
| 2012.  | „”     | она                           |
| 2013.  | „”     | Аријана Гранде                |
| 2015.  | „”     | она                           |
| 2016.  | „”     | она                           |
| 2018.  | „”     | Аријана Гранде                |
| 2020.  | „”     | Аријана Гранде и Џастин Бибер |